# Go Ahead Eagles
A Go Ahead Eagles holland labdarúgóklub Deventerből, amely jelenleg a Eredivisie-ben játszik. A klub hazai stadionja a De Adelaarshorst. A klub megnyerte a holland Eredivisie bajnoki címét négy alkalommal (1917, 1922, 1930, 1933).

## Sikerlista
- Holland bajnok (4): 1916–17, 1921–22, 1929–30, 1932–33

- Holland másodosztály bajnok (1): 1958–59

- Holland kupa győztes (1): 2025
  - döntős 1965

## Jelenlegi keret
2025. február 4-i állapot szerint.
| #  |     | Poszt | Név               |
| -- | --- | ----- | ----------------- |
| 1  | GER | K     | Luca Plogmann     |
| 2  | NED | V     | Mats Deijl        |
| 3  | GER | V     | Gerrit Nauber     |
| 4  | NED | V     | Joris Kramer      |
| 5  | IDN | V     | Dean James        |
| 6  | NED | KP    | Calvin Twigt      |
| 7  | DEN | CS    | Jakob Breum       |
| 8  | NED | KP    | Evert Linthorst   |
| 9  | NED | CS    | Milan Smit        |
| 10 | DEN | CS    | Søren Tengstedt   |
| 11 | NOR | CS    | Oskar Sivertsen   |
| 14 | SWE | CS    | Oscar Pettersson  |
| 15 | NED | KP    | Robbin Weijenberg |

| #  |     | Poszt | Név              |
| -- | --- | ----- | ---------------- |
| 16 | SWE | CS    | Victor Edvardsen |
| 17 | BEL | KP    | Mathis Suray     |
| 19 | FIN | CS    | Oliver Antman    |
| 21 | NED | KP    | Enric Llansana   |
| 22 | BEL | K     | Jari De Busser   |
| 24 | NED | V     | Luca Everink     |
| 26 | NED | V     | Julius Dirksen   |
| 27 | NED | CS    | Finn Stokkers    |
| 28 | NED | V     | Pim Saathof      |
| 29 | DEN | V     | Aske Adelgaard   |
| 30 | NED | K     | Sven Jansen      |
| 33 | NED | K     | Nando Verdoni    |

## Játékosok kölcsönben
| # |     | Poszt | Név                                                |
| - | --- | ----- | -------------------------------------------------- |
|   | BEL | KP    | Xander Blomme (kölcsönben az Excelsior csapatánál) |

| # |     | Poszt | Név                                            |
| - | --- | ----- | ---------------------------------------------- |
|   | BEL | CS    | Thibo Baeten (kölcsönben a Roda JC csapatánál) |

## Híres játékosok
| - Michel Boerebach - Paul Bosvelt - Henk ten Cate - Jan van Deinsen - Harry Decheiver - René Eijkelkamp - Ruud Geels - Jack de Gier - Raimond van der Gouw - Martin Haar - Leo Halle - Jan Jongbloed - Martin Koopman - Cees van Kooten - Jan Kromkamp | - Niki Leferink - Robert Maaskant - Bert van Marwijk - Oscar Moens - John Oude Wesselink - Marc Overmars - Nico Reijnders - Peter Ressel - Dick Schneider - Victor Sikora - Mike Small - Hennie Spijkerman - Uğur Yildirim - Demy de Zeeuw | - Henrik Ojamaa - Henri Anier - Cuco Martina - Warner Hahn - Oliver Antman - Luca Plogmann |  |  |

## Híres edzők
| - Henk van Brussel - Henk ten Cate - Wiel Coerver - Frantisek Fadrhonc - Barry Hughes - Theo de Jong - Fritz Korbach | - Raymond Libregts - Robert Maaskant - Mike Snoei - Jan van Staa - Jan Versleijen - Obikulu |  |  |

## Nemzetközi eredmények
| Szezon  | Sorozat                     | Forduló                  | Ellenfél               | Hazai | Vendég | Összesített |
| ------- | --------------------------- | ------------------------ | ---------------------- | ----- | ------ | ----------- |
| 1965–66 | Kupagyőztesek Európa-kupája | 1 forduló                | Celtic                 | 0–6   | 0–1    | 0–7         |
| 1967    | Intertotó Kupa              | A csoport                | Lierse                 | 1–2   | 0–2    | 4.          |
| 1967    | Intertotó Kupa              | A csoport                | Rouen                  | 5–0   | 3–4    | 4.          |
| 1967    | Intertotó Kupa              | A csoport                | Grenchen               | 3–1   | 0–2    | 4.          |
| 1969    | Intertotó Kupa              | 2-es csoport             | Szombierki Bytom       | 2–2   | 0–1    | 3.          |
| 1969    | Intertotó Kupa              | 2-es csoport             | Östers IF              | 1–1   | 2–3    | 3.          |
| 1969    | Intertotó Kupa              | 2-es csoport             | Lugano                 | 1–1   | 4–0    | 3.          |
| 1984    | Intertotó-kupa              | 4-es csopoer             | Standard Liège         | 1–1   | 2–4    | 4.          |
| 1984    | Intertotó-kupa              | 4-es csopoer             | OB                     | 1–1   | 0–3    | 4.          |
| 1984    | Intertotó-kupa              | 4-es csopoer             | Eintracht Braunschweig | 2–1   | 1–2    | 4.          |
| 2015–16 | Európa-liga                 | 1. forduló               | Ferencváros            | 1–1   | 1–4    | 2–5         |
| 2024–25 | UEFA Konferencia Liga       | 2. forduló               | Brann                  | 0–0   | 1–2    | 1–2         |
| 2025–26 | Európa-liga                 | 2025–2026-os Európa-liga |                        |       |        |             |
| 2025–26 | Európa-liga                 | 2025–2026-os Európa-liga |                        |       |        |             |

## Külső hivatkozások
- Hivatalos honlap (hollandul)
- Trots aan de IJssel Fansite Archiválva 2021. január 24-i dátummal a Wayback Machine-ben (hollandul)
- Eagles Fanzine (hollandul)
- Kowet Fansite (hollandul)